# Volkswagen Poznań
Volkswagen Poznań Sp. z o.o. – spółka koncernu Volkswagen AG mająca siedzibę w Poznaniu. Jest częścią jednostki biznesowej zajmującej się produkcją samochodów dostawczych i ciężarowych Volkswagen Nutzfahrzeuge. W poznańskiej fabryce produkowane są również oparte na wersjach użytkowych samochody osobowe. Jest również producentem odlewów.

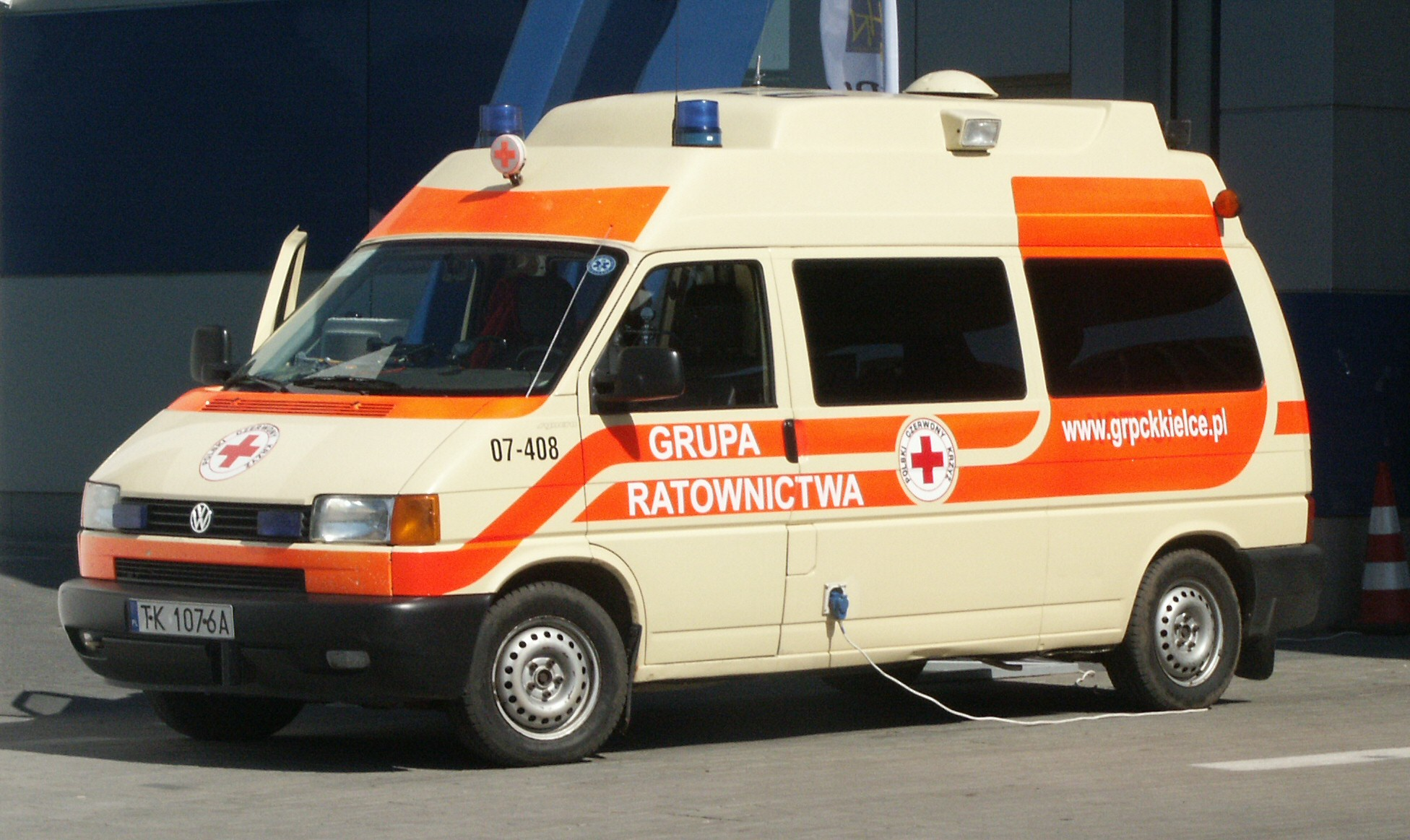
Volkswagen Transporter T4 przed liftingiem w wersji ratowniczej

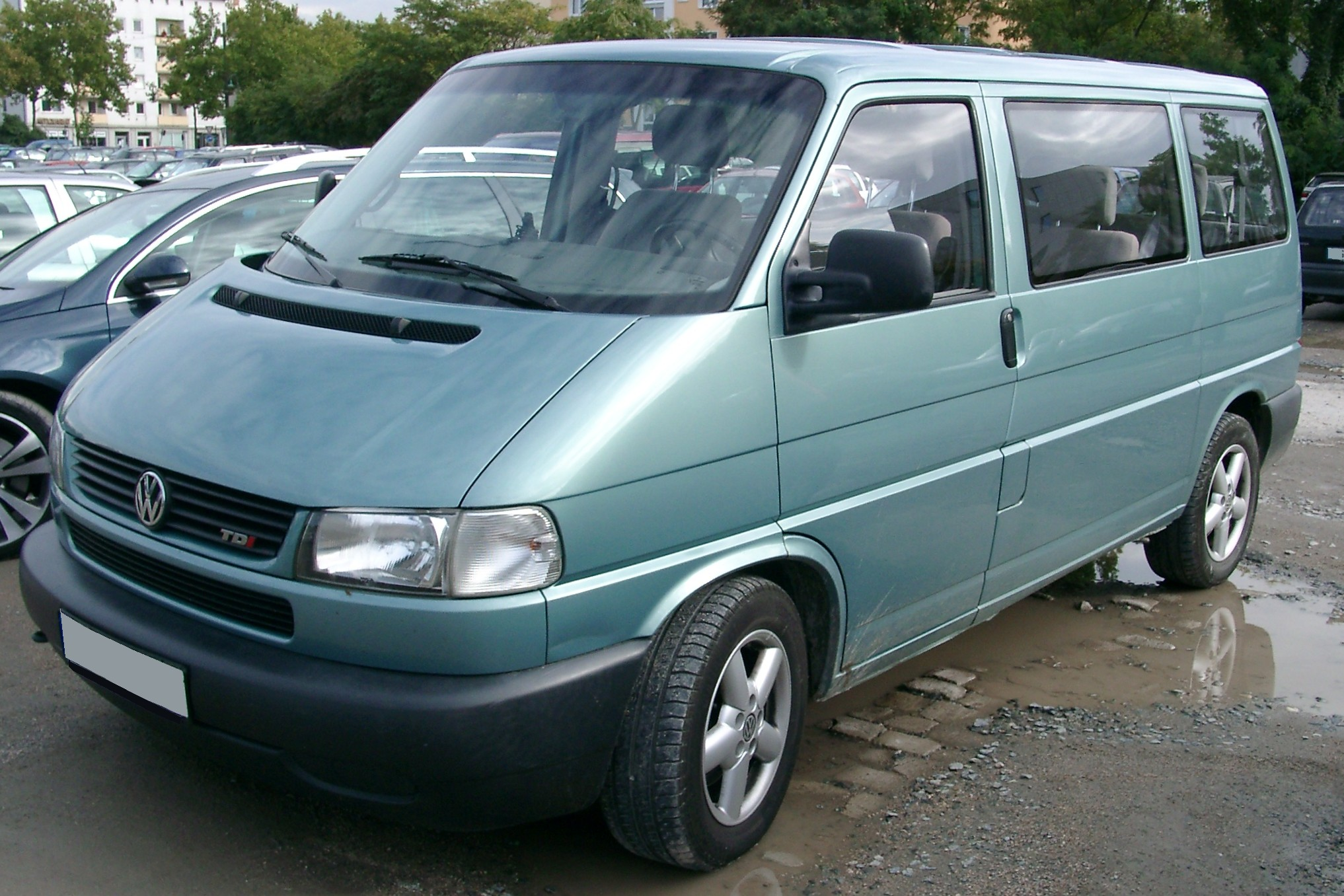
Volkswagen Transporter T4 po liftingu w wersji Caravelle

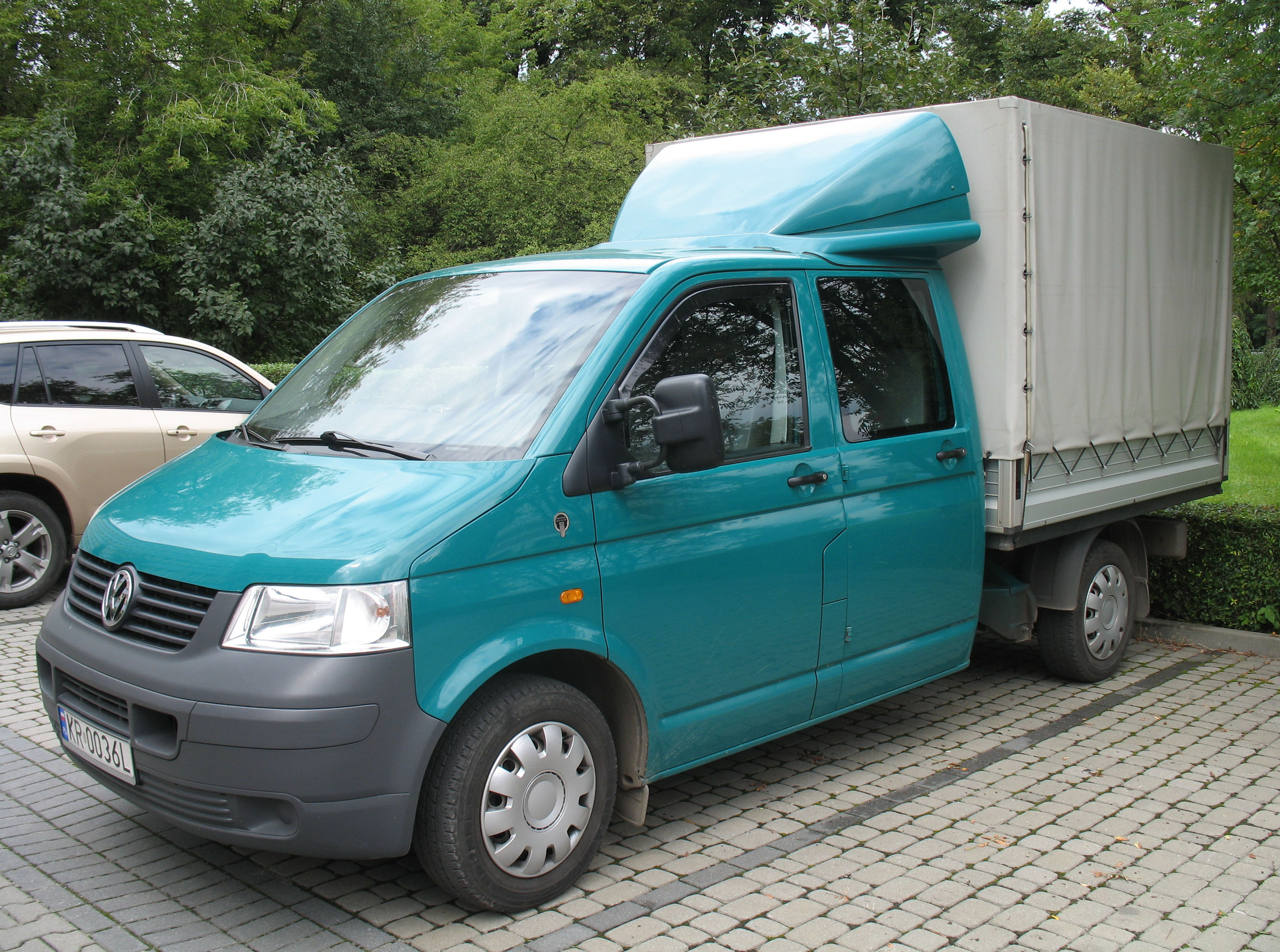
Volkswagen Transporter T5 przed liftingiem w wersji ze skrzynią ładunkową

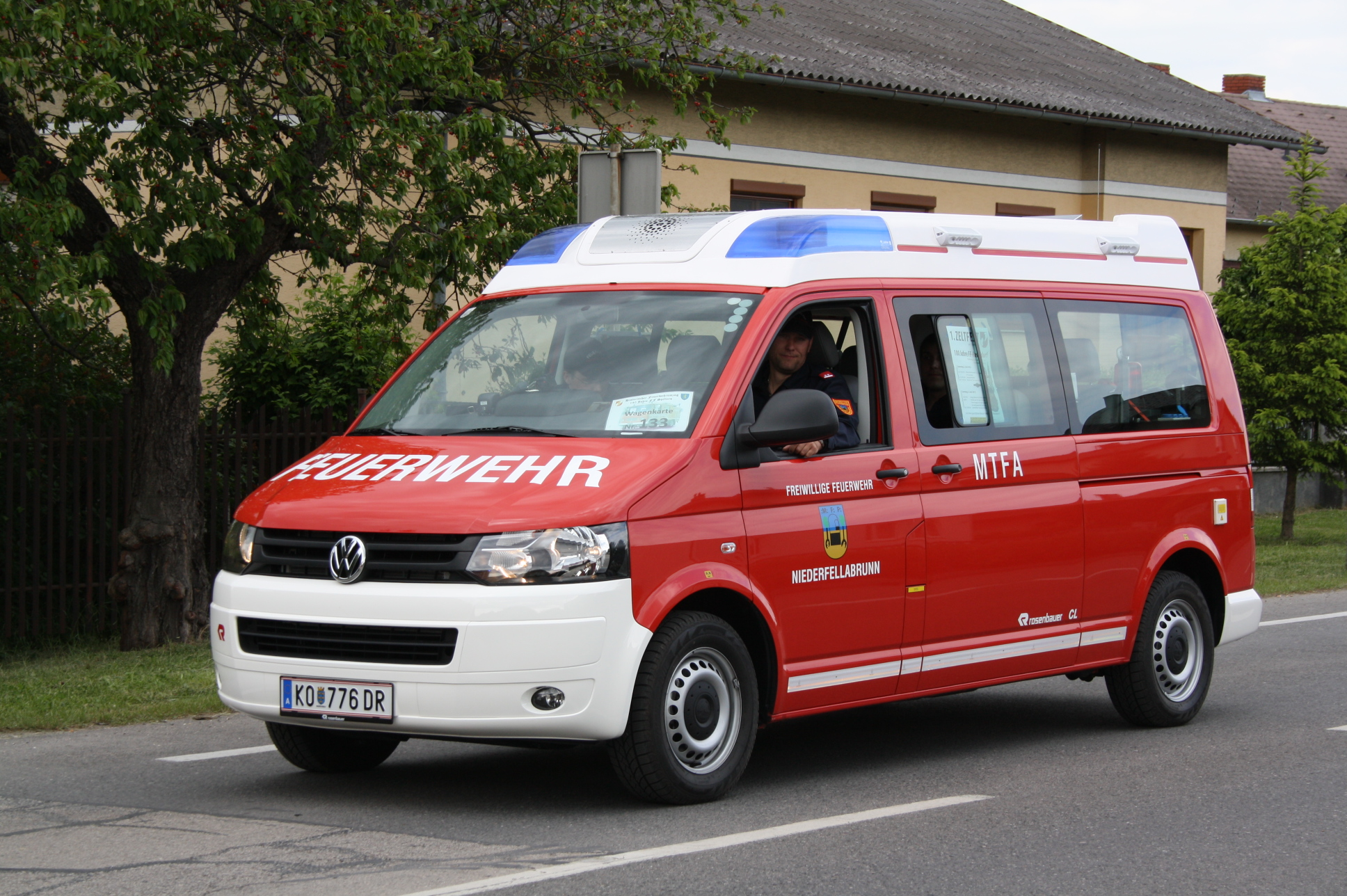
Volkswagen Transporter T5 po liftingu w wersji dla austriackiej straży pożarnej

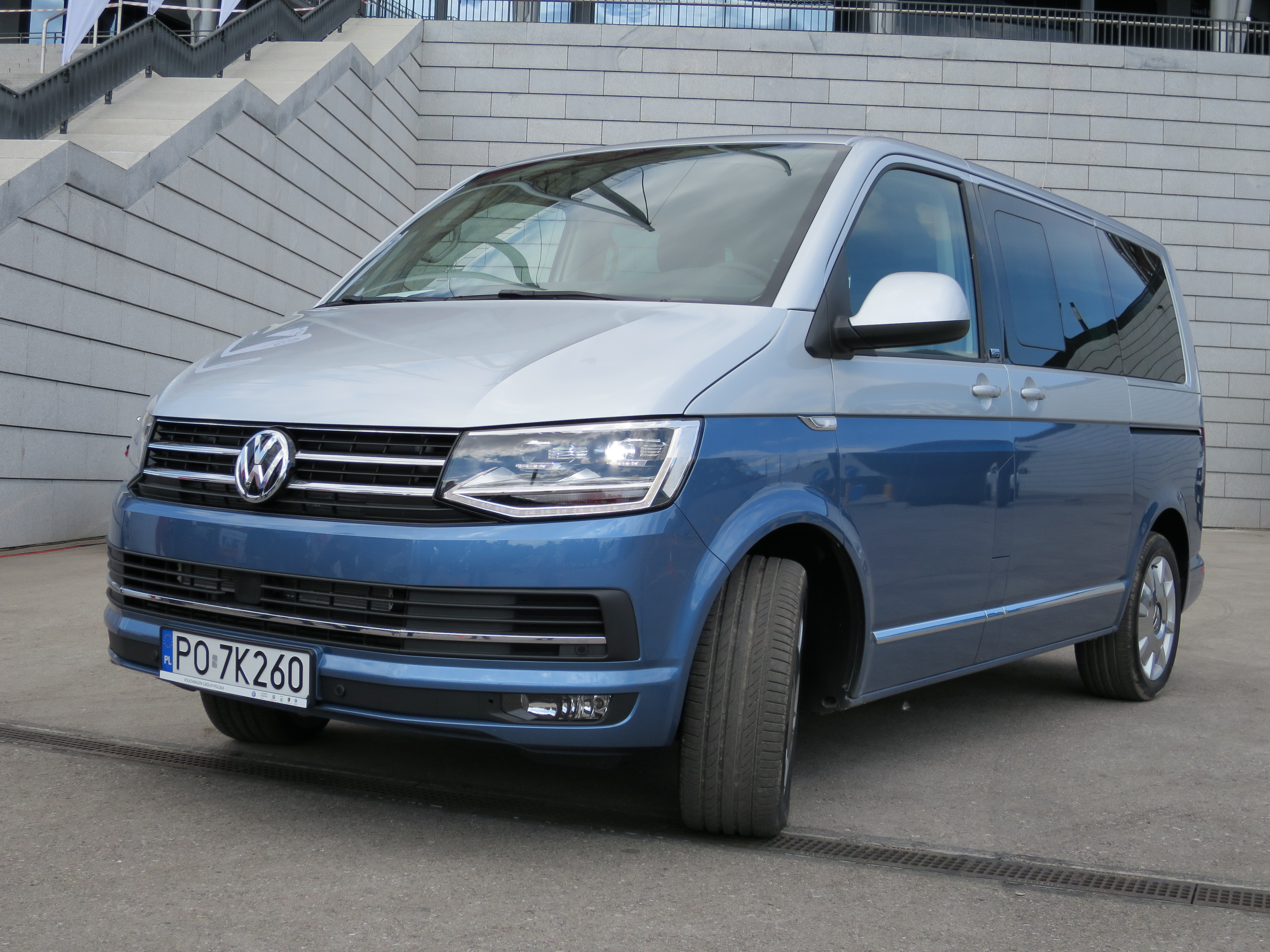
Volkswagen Transporter T6

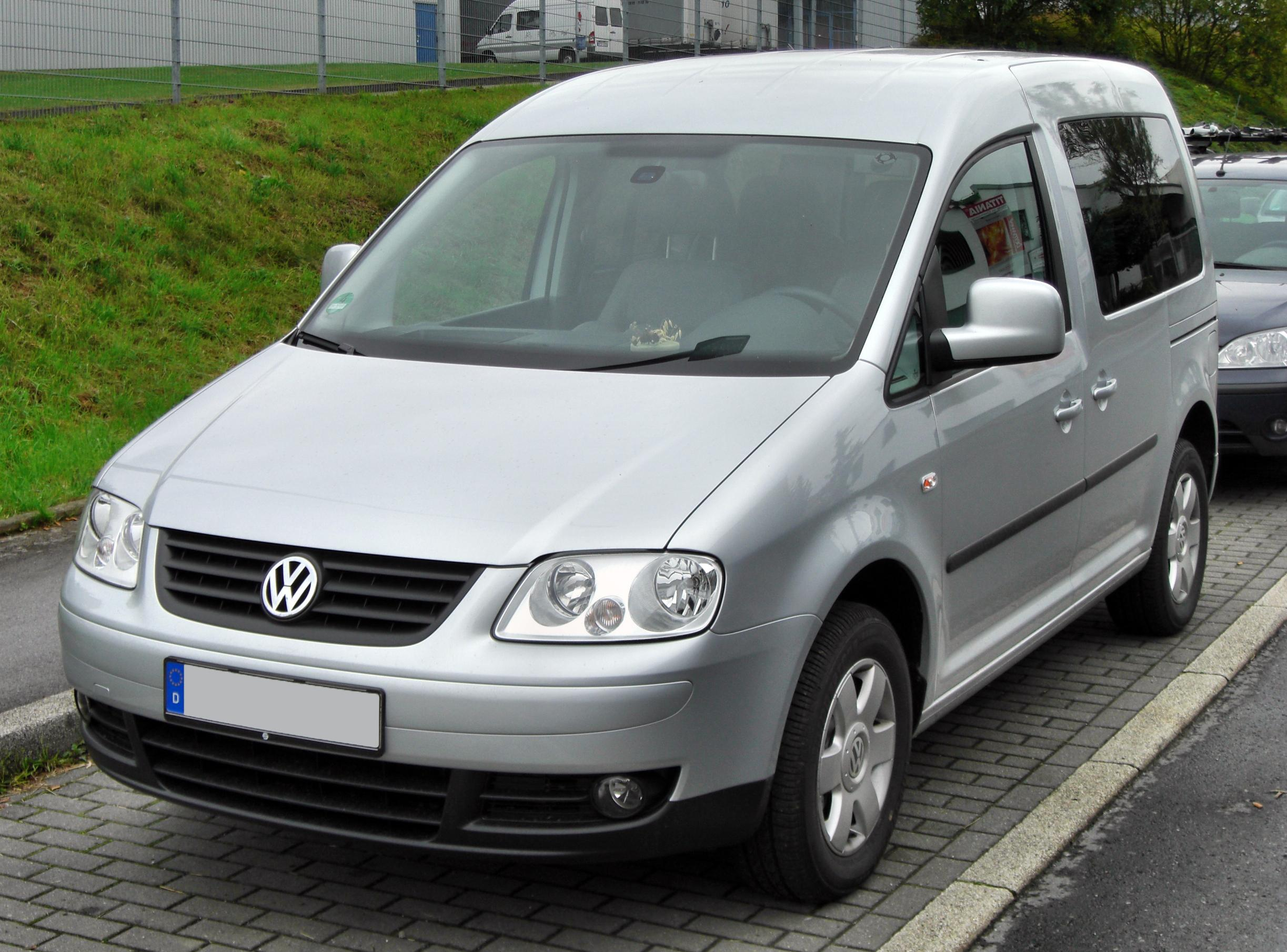
Volkswagen Caddy III Life przed liftingiem

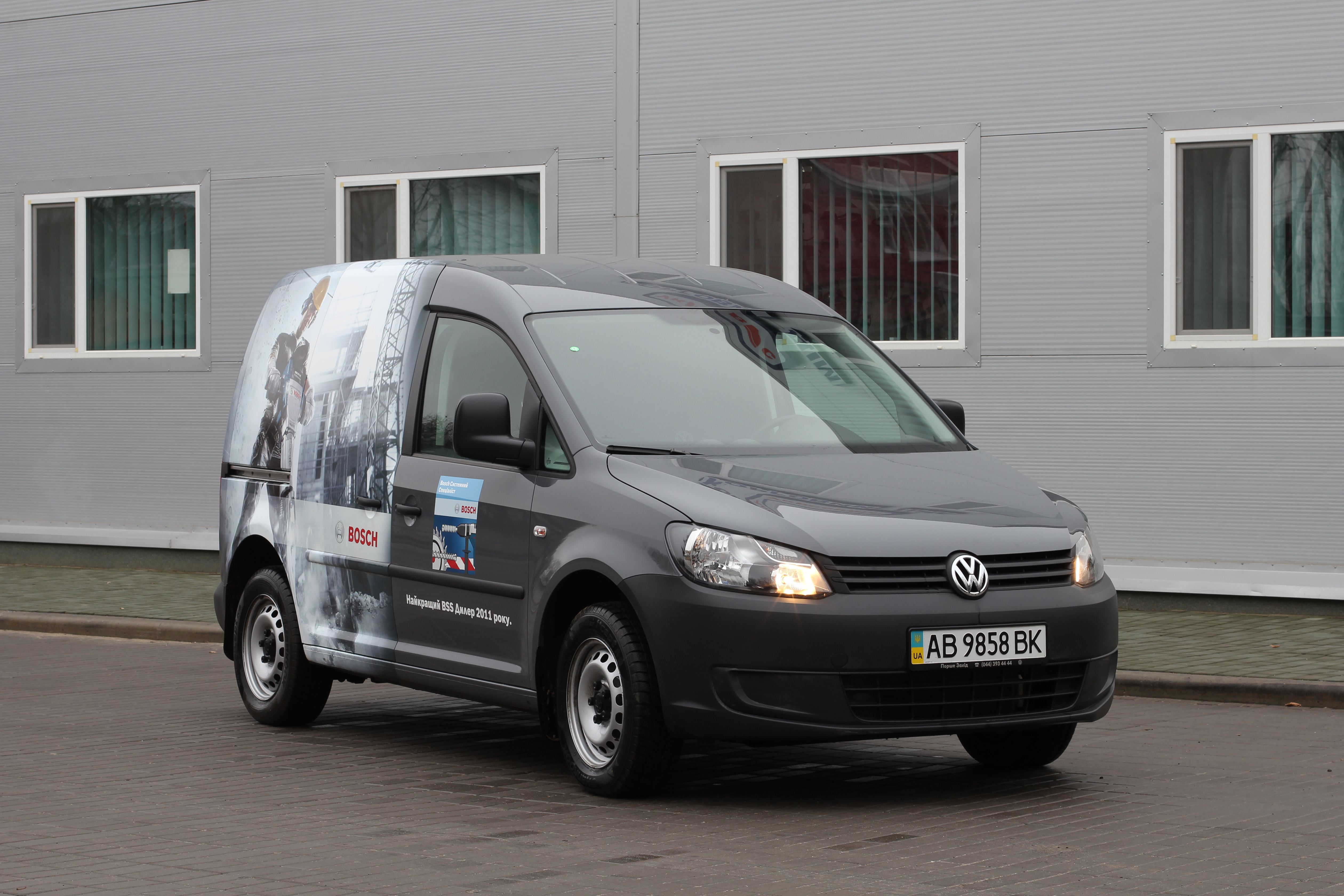
Volkswagen Caddy III Furgon po liftingu

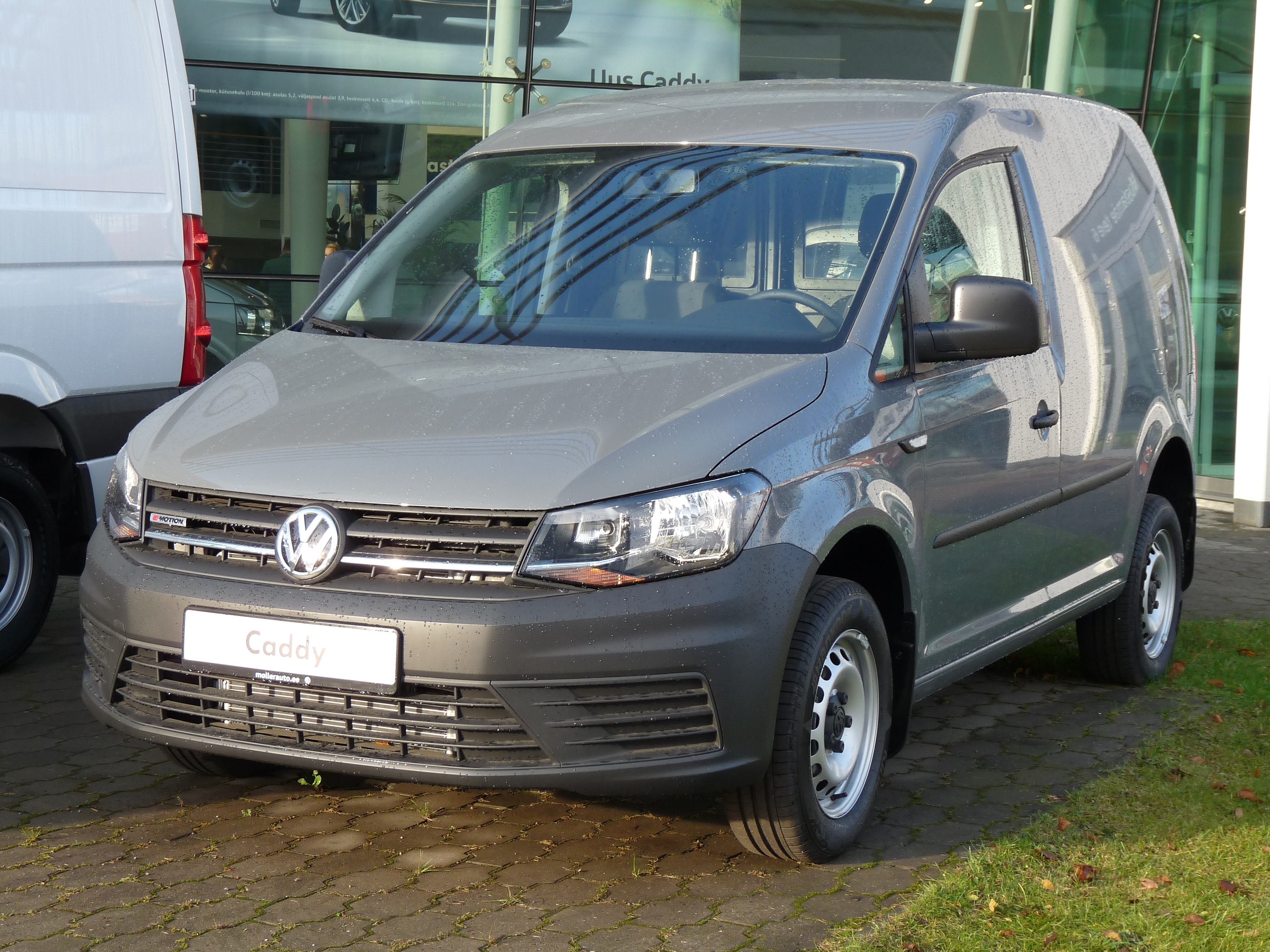
Volkswagen Caddy III po drugim liftingu

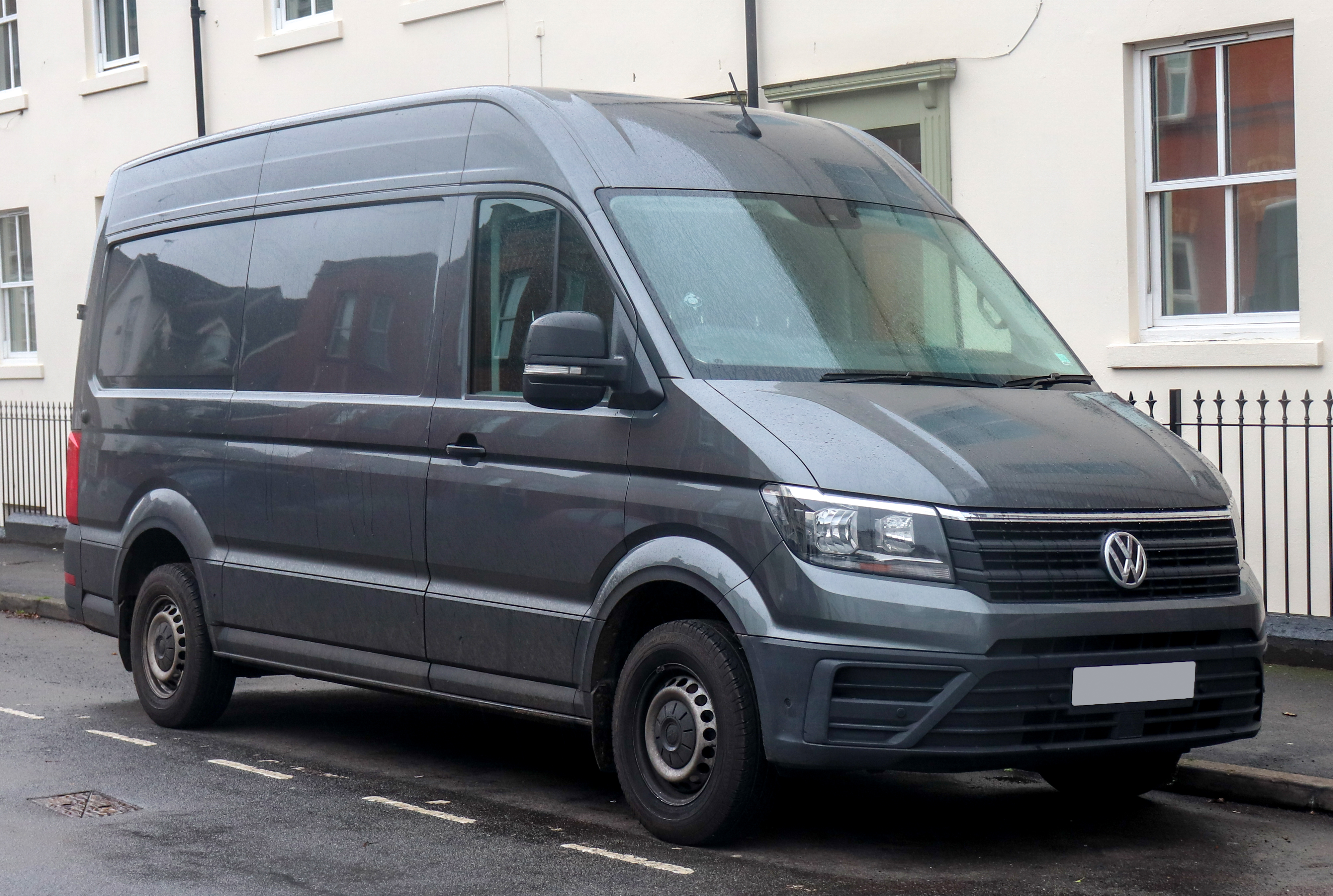
Volkswagen Crafter II

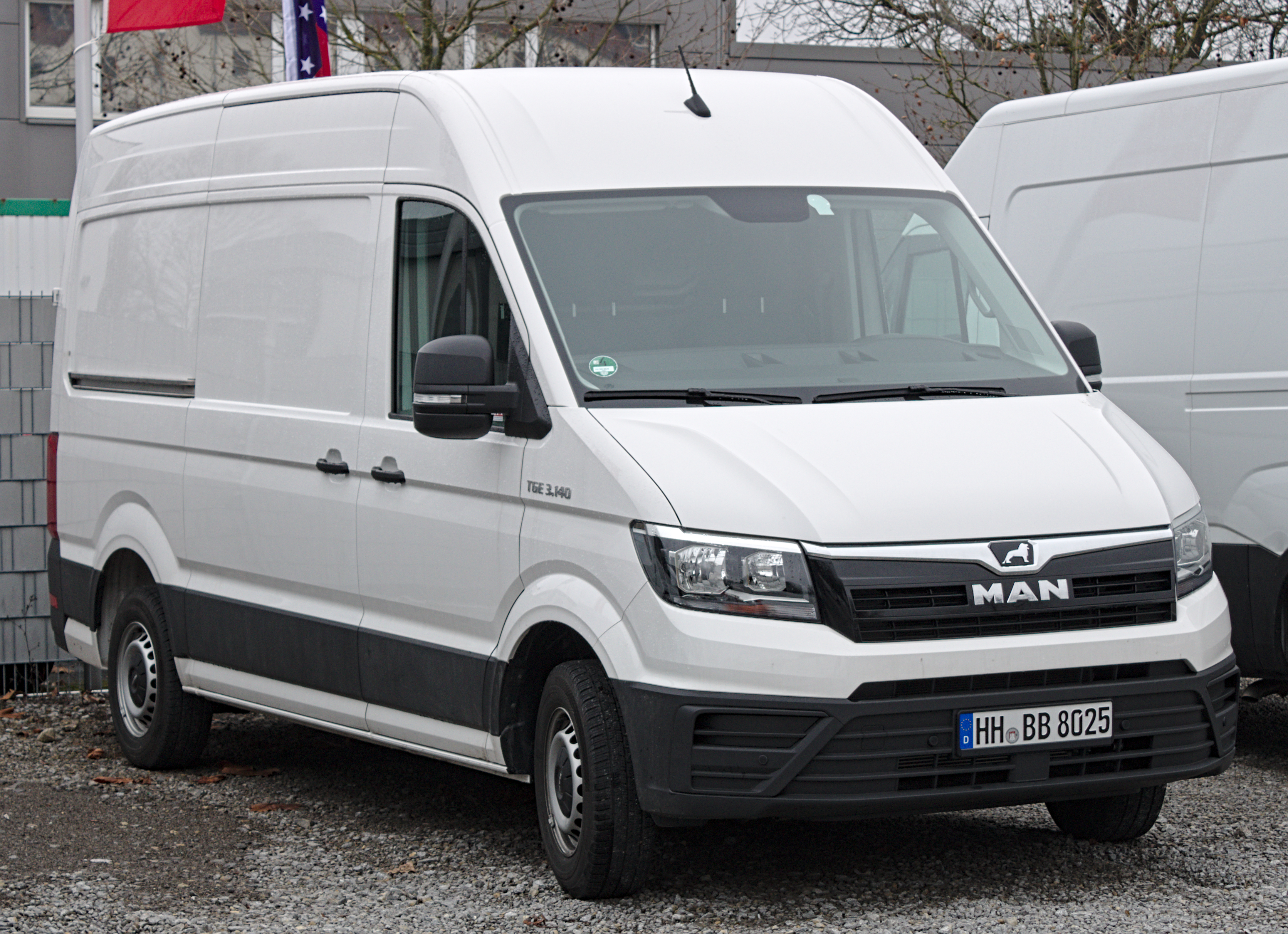
MAN TGE

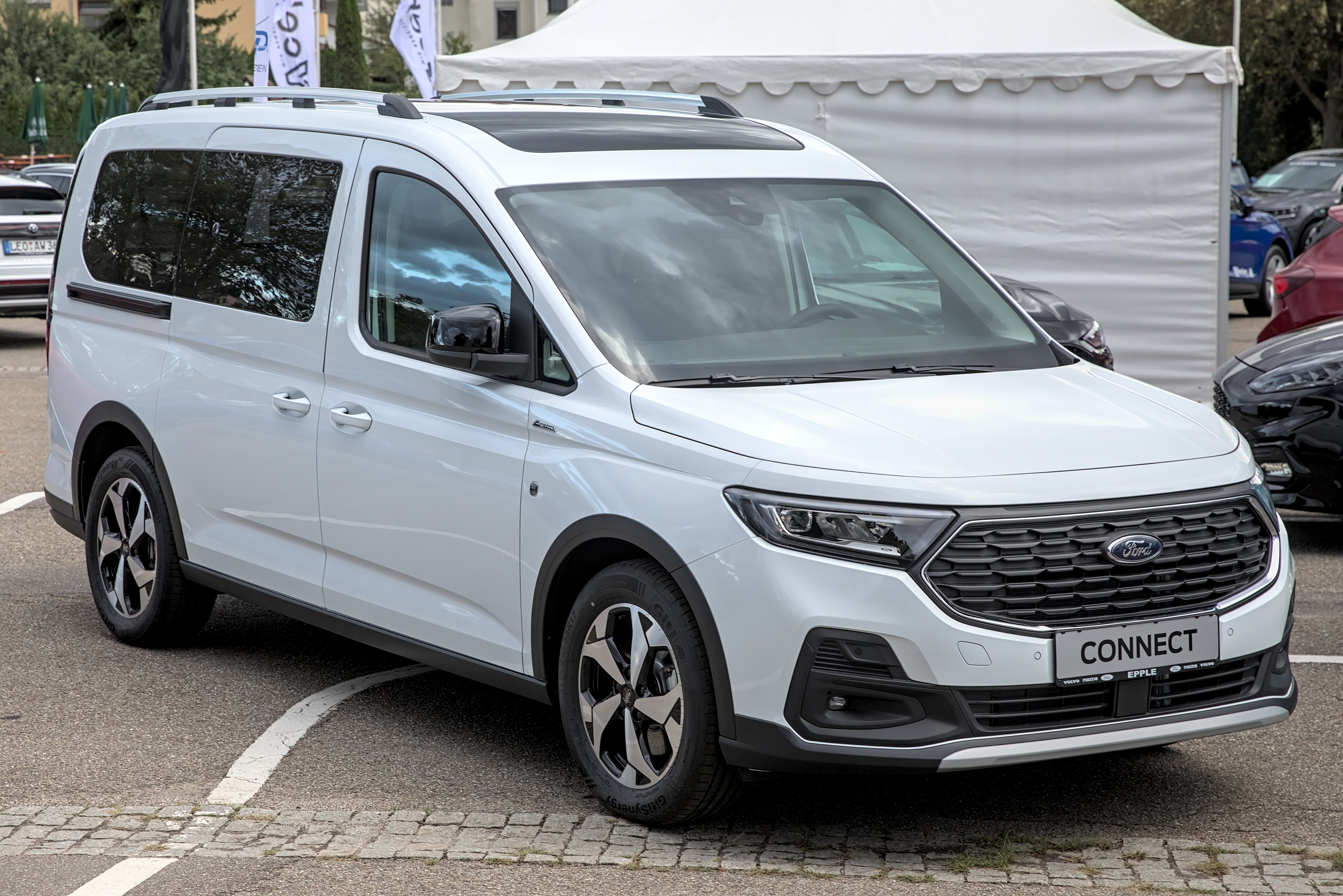
Ford Tourneo Connect III

## Historia
W maju 1993 roku powstała spółka Volkswagen Poznań S.A. będąca spółką joint venture pomiędzy Volkswagen AG a Fabryką Samochodów Rolniczych „Polmo” w Poznaniu, produkującą między innymi FSR Tarpan. Ta ostatnia fabryka była wcześniej przygotowana do produkcji 25 tysięcy samochodów terenowych Tarpan Honker rocznie.
W grudniu 1993 roku w Poznaniu rozpoczęto montaż, stopniowo przekształcany w produkcję modelu T4 w wersjach furgon oraz osobowej Caravelle i z zabudowami specjalnymi przeznaczonymi m.in. dla niemieckiej i polskiej poczty, policji oraz straży pożarnej, a następnie różnych modeli samochodów koncernu (Volkswagen, Škoda, SEAT i Audi). W latach 1993–1996 koncern przejął Fabrykę Samochodów Rolniczych/Tarpan S.A.. W 1997 roku włączył ją do spółki Volkswagen Nutzfahrzeuge. Zmieniono formę prawną na spółkę z ograniczoną odpowiedzialnością.
W 1994 roku, aby ominąć ograniczenia celne w Polsce, rozpoczęto w fabryce montaż samochodów marki Škoda początkowo w standardzie SKD, a następnie w bardziej zaawansowanym CKD. Pod koniec lat 90. montowano rokrocznie ponad 30 tys. sztuk pojazdów tej marki. Pojazdów Škoda Felicia zmontowano łącznie ponad 130 tys. sztuk. Dwa lata później rozpoczęto montaż w standardzie SKD pojazdów marki SEAT. W latach 1997–2000 zmontowano w standardzie CKD około 650 sztuk pojazdów Audi – A6.
W 1995 roku fabryka uzyskała jako pierwsze w Polsce przedsiębiorstwo branży motoryzacyjnej certyfikat DIN ISO 9002. Rok później spółka wydzierżawiła halę od Zakładów H. Cegielskiego w Poznaniu i utworzyła w niej odlewnię. W 2001 roku otwarto Zakład nr 2 – Zakład Budowy Samochodów Specjalnych przy ul. św. Michała w Poznaniu.
W 2003 roku w fabryce rozpoczęto produkcję modelu T5 oraz Caddy. Wprowadzenie do produkcji modelu Caddy wiązało się z rozbudową fabryki o kolejne zakłady, m.in. w Swarzędzu-Jasinie i zwiększeniem jego łącznych mocy produkcyjnych z około 40–50 tys. do około 170 tys.. W 2005 roku w porozumieniu z Zespołem Szkół Ponadgimnazjalnych nr 1 w Swarzędzu otwarto klasę o profilu Monter Mechatronik. 11 grudnia 2007 roku świętowano wyprodukowanie w fabryce milionowego samochodu, którym był Caddy w wersji Maxi Furgon. W 2010 roku Volkswagen Poznań zakupił od Zakładów H. Cegielskiego nieruchomość gruntową, którą w 1996 roku wydzierżawił.
Poznańska fabryka dziennie produkuje 120 sztuk modelu T5. Z tej fabryki wyjeżdżają jedyne wersje T5 ze skrzynią ładunkową. Na bazie produkowanych podstawowych modeli od 1996 roku w Zakładzie nr 2, a od 2009 roku w Zakładzie nr 4 w Swarzędzu, powstają również ich wersje specjalne (np. dla poczty, firm kurierskich, policji, ratownictwa). Produkcja pojazdów specjalnych wzrastała w kolejnych latach, osiągając kolejno: 2000 – 500 szt.; 2003 – 2,4 tys. szt.; 2004 – 9 tys. szt.; 2005 – ponad 14 tys. sztuk.
Ogólne przychody przedsiębiorstwa w roku 2012 przekroczyły 9300 mln złotych, a przychody ze sprzedaży wyniosły ponad 9100 mln złotych.
W 2014 roku ogłoszono decyzję o utworzeniu nowej fabryki Volkswagena w Białężycach koło Wrześni. Otwarcie fabryki miało miejsce w październiku 2016 roku. Powierzono jej produkcję drugiej generacji modelu Crafter, który do tej pory był produkowany na zlecenie VW przez zakłady Mercedesa (model Volkswagen Crafter oraz Mercedes Sprinter były bliźniacze). Zakład Września wchodzi w skład spółki Volkswagen Poznań Sp. z o.o. i został oznaczony numerem 2.

## Zakłady
- nr 1 – Poznań-Antoninek, ul. Warszawska 349 – produkcja samochodów Caddy, T
- nr 2 – Września/Białężyce – produkcja samochodów Crafter
- nr 3 – Poznań, ul. 28 Czerwca 1956 r. 229 – odlewnia
- nr 4 – Swarzędz-Jasin, ul. Rabowicka 10/1 – produkcja samochodów specjalnych, produkcja komponentów, park dostawców, podmontaż podzespołów oraz Centrum Logistyczne w Swarzędzu

## Montaże wykonywane w Poznaniu
- Audi A6 (1997–2000)
- SEAT Cordoba (grudzień 1996–1999)
- SEAT Cordoba Vario (1997–1999)
- Škoda Fabia I (kwiecień 2000–2002)
- Škoda Favorit (sierpień 1994 – marzec 1995)
- Škoda Felicia (wiosna 1995 – zima 2001)
- Škoda Octavia I (1997–2002)
- Škoda Pickup (1998–2001)
- Volkswagen Bora (maj 1999–2001)
- Volkswagen Passat (grudzień 1997–2001)
- Volkswagen Polo (grudzień 1996–1999)

## Produkcja
- Volkswagen Caddy III (listopad 2003 – 2020)
- Volkswagen Caddy IV (od 2020)
- Volkswagen Crafter II (od 2016)
- Volkswagen Transporter T4 (maj 1993 – 2003)
- Volkswagen Transporter T5 (2003 – 2015)
- Volkswagen Transporter T6 (2015 – 2024)
- MAN TGE (od 2017)
- Ford Transit Connect III (od 2022)